# Nueva Villa de las Torres
Nueva Villa de las Torres là một đô thị trong tỉnh Valladolid, Castile và León, Tây Ban Nha. Theo điều tra dân số 2004 (INE), đô thị này có dân số là 393 người.